# ليون ستريكلاند
ليون ستريكلاند (بالإنجليزية: Leon Strickland)‏ هو لاعب كرة قدم جامايكي، ولد في 20 يوليو 1982 في جامايكا. شارك مع منتخب جامايكا لكرة القدم. أما مع النوادي، فقد لعب مع نادي ووتر هاوس.

## وصلات خارجية
- ليون ستريكلاند على موقع قاعدة بيانات كرة القدم.إي يو (الإنجليزية)